# أسكوربات الصوديوم
أسكوربات الصوديوم هو أحد الأملاح المعدنية لحمض الأسكوربيك (فيتامين ج)، وصبغته الجزيئية C6H7NaO6. وهو ملح الصوديوم لحمض الأسكوربيك، والمعروف بأنه أسكوربات معدني، ولم يَثبُت توفره حيويًّا أكثر من أي شكل آخر من مكملات فيتامين ج. يُستخدم هذا المركب مضافًا غذائيًّا لخواصه المضادة للتأكسد، والمنظمة للحموضة، ورقم إي الخاص به هو E301.
وافق كل من الاتحاد الأوروبي، والولايات المتحدة الأمريكية، واستراليا، ونيوزيلندا على استخدام هذا المركب مضافًا غذائيًّا.